# Parafia św. Izydora w Jaroszowicach
Parafia Świętego Izydora w Jaroszowicach – parafia rzymskokatolicka w Jaroszowicach należąca do dekanatu Wadowice-Południe archidiecezji Krakowskiej. Erygowana w 1980. Prowadzą ją Pallotyni.